# Tarnov (okres Bardejov)
Tarnov je obec na Slovensku v okrese Bardejov. Žije zde 415 obyvatel, první písemná zmínka pochází z roku 1355.
Nachází se zde římskokatolický kostel svaté Kateřiny Alexandrijské z roku 1826, který je národní kulturní památkou Slovenské republiky.